# Paradigma zkažené ryby
Paradigma zkažené ryby je první díl druhé řady amerického televizního seriálu Teorie velkého třesku. V této epizodě hostuje Carol Ann Susi. Režisérem epizody je Mark Cendrowski.

## Děj
Leonard a Penny se vracejí z rande a jsou pomocí kamery sledováni Howardem a Rajem. Leonard si kamery všimne a doufá, že by mohl Penny přesvědčit k tomu, aby šli k ní do bytu. Ta ho však zastaví a prosí o "zpomalení" celého procesu vytváření vztahu. Kamarádi mu pak podsouvají svou domněnku, že se rande nepovedlo, což on odmítá. Penny se později přizná Sheldonovi, že Leonardovi lhala, že chodila na vysokou školu, protože si myslela, že by nechodil s holkou bez vzdělání. Sheldona prosí, aby si tuto informaci nechal pro sebe. Pro Sheldona není lehké držet tajemství a tak se rozhodne, že se z bytu odstěhuje. Nejprve to zkouší u Raje, ten jej ale po chvíli z bytu vyhodí. Stejně tak později i Howard, který se jej dokonce snaží omámit valiem. Uprostřed noci zdrogovaného Sheldona vrací zpět do jeho původního bytu, kde se pod vlivem drog Leonardovi svěří s tajemstvím, které mu řekla Penny. Následujícího rána zkouší Leonard Penny doporučit vysokou školu a řekne, že mu nevadí chodit s někým, kdo není chytrý, což Penny rozčílí a zabouchne mu dveře před nosem.

## Obsazení
| Johnny Galecki | Leonard Hofstadter |
| Jim Parsons    | Sheldon Cooper     |
| Kaley Cuoco    | Penny              |
| Simon Helberg  | Howard Wolowitz    |
| Kunal Nayyar   | Raj Koothrappali   |
| Carol Ann Susi | Debbie Wolowitz    |